# Roberto Mariani (Autor)
Roberto Mariani (* 12. Juni 1893 in Buenos Aires; † 3. März 1946 ebenda) war ein argentinischer Schriftsteller.

## Leben
Mariani stammte aus einfachen Verhältnissen und wuchs im Stadtteil La Boca von Buenos Aires auf. Seine Großeltern und Eltern waren Handwerker und waren aus Italien eingewandert.
Mit einem Stipendium konnte Mariani an der Technischen Fakultät der Universidad de Buenos Aires studieren. Bereits während seines Studiums begann Mariani als freier Mitarbeiter für die Tageszeitung Los Andes zu schreiben. Nach erfolgreichem Abschluss arbeitete er ab 1920 bei der Banco de la Nación Argentina in seiner Heimatstadt Buenos Aires, sein Arbeitsplatz befand sich in der Hauptgeschäftsstelle an der Plaza de Mayo.
Beeinflusst durch seine Eltern wandte sich Mariani dem Kommunismus zu und schloss sich nach seinem Studium auch dem Grupo Boedo an, einer Künstlervereinigung, die sich regelmäßig im Café El Japones traf.
Roberto Mariani starb am 3. März 1946 in Buenos Aires und fand seine letzte Ruhestätte auf dem Friedhof von La Boca.

## Werke (Auswahl)
Erzählungen
- Cuentos de la oficina. Deucalion, Buenos Aires 1956[2]
- El amor agresivo. Ed. Paidós, Buenos Aires 1968 (EA Buenos Aires 1939/40)

Romane
- En la penumbra. Ed. Claridad, Buenos Aires 1932.
- Regreso a dios. Ed. Argentina, Buenos Aires 1943.
- La cruz nuestra de cada dia (= Colección flor de leer). Ed. Ariada, Buenos Aires 1955 (EA Buenos Aires 1945)
- La frecuentación de la muerte. Ed. 8, Buenos Aires 2016, ISBN 978-987-24885-5-0.

Werkausgabe
- Ana Ojeda und Rocco Carbone (Hrsg.): Obra completa de Roberto Mariani. Ed. 8, Buenos Aires,

1. 2008, ISBN 978-987-22685-7-2. (Mehr nicht erschienen.)